# Oxyethira
Oxyethira är ett släkte av nattsländor. Oxyethira ingår i familjen smånattsländor.

## Dottertaxa tillOxyethira, i alfabetisk ordning[1][2]
- Oxyethira abacatia
- Oxyethira absona
- Oxyethira acegua
- Oxyethira aculea
- Oxyethira acuta
- Oxyethira aeola
- Oxyethira ahipara
- Oxyethira alaluz
- Oxyethira albaeaquae
- Oxyethira albiceps
- Oxyethira allagashensis
- Oxyethira anabola
- Oxyethira andina
- Oxyethira angustella
- Oxyethira apinolada
- Oxyethira araya
- Oxyethira archaica
- Oxyethira arctodactyla
- Oxyethira argentinensis
- Oxyethira arizona
- Oxyethira artuvillosus
- Oxyethira aspera
- Oxyethira assia
- Oxyethira azteca
- Oxyethira baritu
- Oxyethira bicornuta
- Oxyethira bidentata
- Oxyethira bifurcata
- Oxyethira bogambara
- Oxyethira boreella
- Oxyethira braziliensis
- Oxyethira brevis
- Oxyethira burkina
- Oxyethira caledoniensis
- Oxyethira campanula
- Oxyethira campesina
- Oxyethira circaverna
- Oxyethira coercens
- Oxyethira colombiensis
- Oxyethira columba
- Oxyethira complicata
- Oxyethira copina
- Oxyethira cornuta
- Oxyethira costaricensis
- Oxyethira cotula
- Oxyethira cuernuda
- Oxyethira culebra
- Oxyethira dactylonedys
- Oxyethira dalmeria
- Oxyethira datra
- Oxyethira delcourti
- Oxyethira desadorna
- Oxyethira discaelata
- Oxyethira distinctella
- Oxyethira dorsennus
- Oxyethira dualis
- Oxyethira dunbartonensis
- Oxyethira ecornuta
- Oxyethira efatensis
- Oxyethira elerobi
- Oxyethira espinada
- Oxyethira ezoensis
- Oxyethira falcata
- Oxyethira fijiensis
- Oxyethira flagellata
- Oxyethira flavicornis
- Oxyethira florida
- Oxyethira forcipata
- Oxyethira frici
- Oxyethira galekoluma
- Oxyethira garifosa
- Oxyethira glasa
- Oxyethira gomera
- Oxyethira grisea
- Oxyethira hainanensis
- Oxyethira harpagella
- Oxyethira harpeodes
- Oxyethira hartigi
- Oxyethira hilosa
- Oxyethira hozosa
- Oxyethira hyalina
- Oxyethira iglesiasi
- Oxyethira ikal
- Oxyethira inaequispina
- Oxyethira incana
- Oxyethira indorsennus
- Oxyethira insularis
- Oxyethira itascae
- Oxyethira jamaicensis
- Oxyethira janella
- Oxyethira josifovi
- Oxyethira kelleyi
- Oxyethira kingi
- Oxyethira klingstedti
- Oxyethira lagunita
- Oxyethira lobophora
- Oxyethira longispinosa
- Oxyethira longissima
- Oxyethira lumipollex
- Oxyethira lumosa
- Oxyethira macrosterna
- Oxyethira maryae
- Oxyethira matadero
- Oxyethira maya
- Oxyethira melasma
- Oxyethira merga
- Oxyethira michiganensis
- Oxyethira mienica
- Oxyethira minima
- Oxyethira mirabilis
- Oxyethira mirebalina
- Oxyethira misionensis
- Oxyethira mithi
- Oxyethira mocoi
- Oxyethira novasota
- Oxyethira obscura
- Oxyethira obtatus
- Oxyethira orellanai
- Oxyethira oropedion
- Oxyethira ortizorum
- Oxyethira pallida
- Oxyethira paramartha
- Oxyethira parazteca
- Oxyethira parce
- Oxyethira paritentacula
- Oxyethira peruviana
- Oxyethira petei
- Oxyethira picita
- Oxyethira pirisinui
- Oxyethira plumosa
- Oxyethira presilla
- Oxyethira pseudofalcata
- Oxyethira puertoricensis
- Oxyethira quinquaginta
- Oxyethira rachanee
- Oxyethira ramosa
- Oxyethira rareza
- Oxyethira retracta
- Oxyethira ritae
- Oxyethira rivicola
- Oxyethira roberti
- Oxyethira rossi
- Oxyethira sagittifera
- Oxyethira santiagensis
- Oxyethira savanniensis
- Oxyethira scaeodactyla
- Oxyethira scutica
- Oxyethira sechellensis
- Oxyethira sencilla
- Oxyethira serrata
- Oxyethira setosa
- Oxyethira sichuanensis
- Oxyethira sida
- Oxyethira sierruca
- Oxyethira simplex
- Oxyethira simulatrix
- Oxyethira sininsigne
- Oxyethira smolpela
- Oxyethira spinosella
- Oxyethira spirogyrae
- Oxyethira spissa
- Oxyethira tamperensis
- Oxyethira tasmaniensis
- Oxyethira tega
- Oxyethira teixeirai
- Oxyethira tenei
- Oxyethira tenuella
- Oxyethira tica
- Oxyethira touba
- Oxyethira triangulata
- Oxyethira tristella
- Oxyethira tropis
- Oxyethira ulmeri
- Oxyethira unidentata
- Oxyethira unispina
- Oxyethira vaina
- Oxyethira waipoua
- Oxyethira warramunga
- Oxyethira velocipes
- Oxyethira verna
- Oxyethira vipera
- Oxyethira volsella
- Oxyethira zeronia
- Oxyethira zilaba